# Alençon

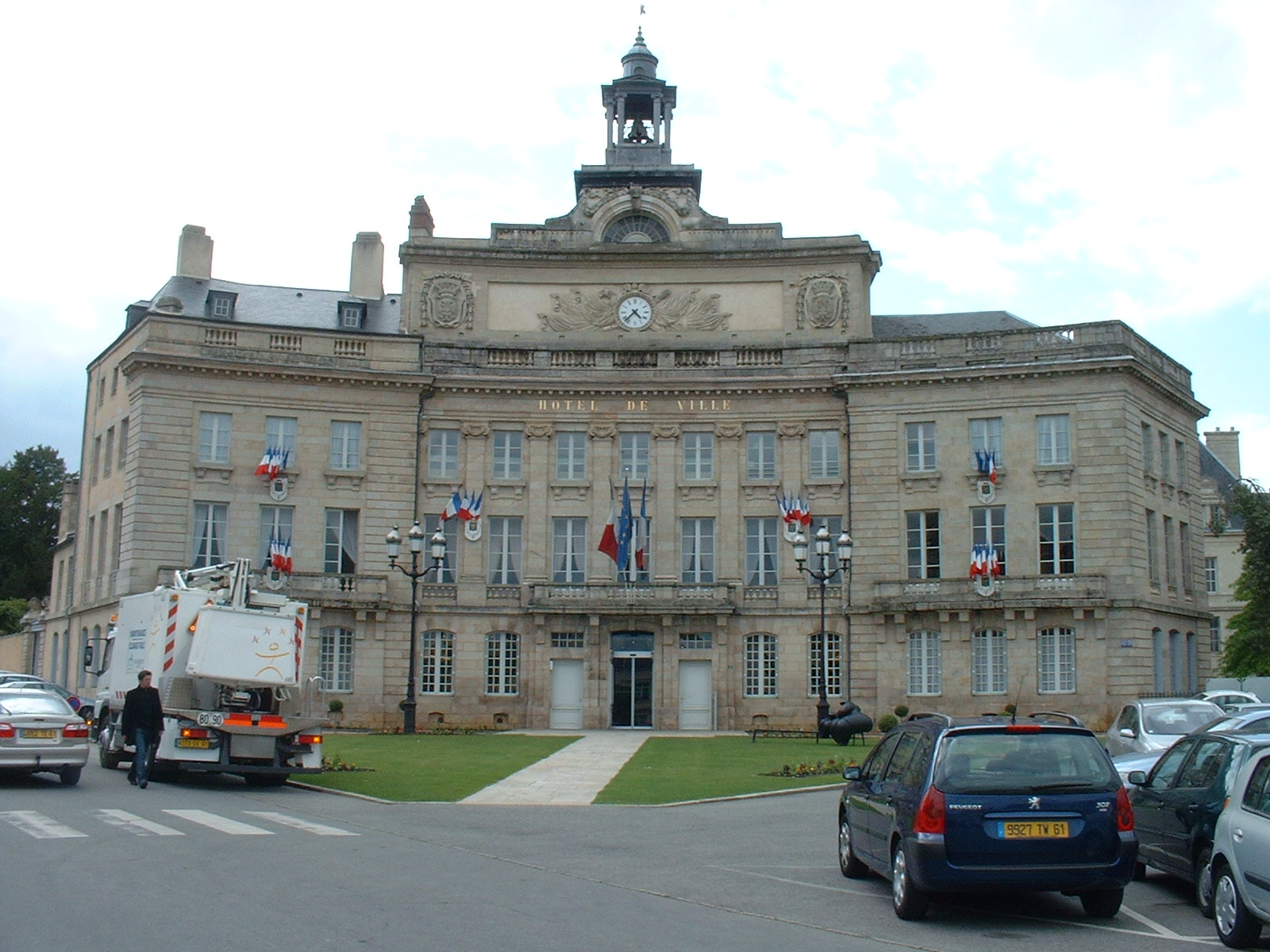
Városháza

Alençon város Franciaország nyugati részén, Normandia régióban, Orne megye székhelye (prefektúra).

## Története
Alençon XIV. Lajos uralkodása idején a francia csipkeverés fővárosa lett.
A nagyhatalmú pénzügyminiszter, Colbert rendeletére 1665-ben hozták létre a csipkekészítő manufaktúrát, mert egyrészt sajnálta a rengeteg pénzt, amit az udvari arisztokrácia a drága velencei csipkére költött, másrészt ennek a mesterségnek már volt itt hagyománya, kialakult a jellegzetes Point d’Alençon mintázata. A városban máig működik a csipkeverők iskolája.

## Demográfia
| Év   | Lakosság |
| ---- | -------- |
| 1793 | 12 954   |
| 1800 | 12 407   |
| 1806 | 13 222   |
| 1821 | 13 955   |
| 1836 | 13 934   |
| 1841 | 13 917   |
| 1846 | 14 388   |
| 1851 | 14 760   |

| Év   | Lakosság |
| ---- | -------- |
| 1856 | 16 473   |
| 1861 | 16 110   |
| 1866 | 16 115   |
| 1872 | 16 037   |
| 1876 | 16 615   |
| 1881 | 17 237   |
| 1886 | 17 550   |
| 1891 | 18 319   |

| Év   | Lakosság |
| ---- | -------- |
| 1901 | 17 270   |
| 1906 | 17 843   |
| 1911 | 17 378   |
| 1921 | 16 249   |
| 1926 | 16 044   |
| 1931 | 16 688   |
| 1936 | 17 731   |
| 1946 | 16 691   |

| Év   | Lakosság |
| ---- | -------- |
| 1954 | 21 893   |
| 1962 | 25 584   |
| 1968 | 31 656   |
| 1975 | 33 680   |
| 1982 | 31 608   |
| 1990 | 29 988   |
| 1999 | 28 935   |
| 2006 | 28 458   |
| 2010 | 26 704   |

## Látnivalók
- Musée de la dentelle – a múzeumban rendkívül értékes csipkékből van kiállítás.
- Musée des Beaux-Arts et de la dentelle – főként francia festők alkotásai mellett jelentős gyűjteménye van helyi, valamint velencei, brüsszeli és más csipkékből.
- Église Notre-Dame – egy régebbi templom helyén a XIV. században kezdték építeni. A bejárat fölé emelt tornác Jézust sz ószövetségi próféták és az apostolok társaságában ábrázolja. Gazdagon díszítettek a főhajó oszlopai és ívei, értékesek a XVI. századi színes üvegablakok. Itt keresztelték meg Thérése Martint, a későbbi Kis Szent Terézt, emlékét külön kápolnában idézik fel.

## Testvérvárosok
- Egyesült Királyság - Basingstoke, 1968
- Németország - Quakenbrück, 1969
- Mali - Koutiala, 1970